# Château de Goué
Le château de Goué est situé à Fougerolles-du-Plessis dans le département de la Mayenne.

## Histoire
Une habitation seigneuriale fut construite à Goué dès le commencement du XIVe siècle. Mais du premier château, il ne reste plus que sa grosse tour ronde et ses murs attenants. Il fut entièrement reconstruit en 1519 par Thomas de Goué et agrandi vers 1650.
Le château, d'après les plans, ressemble à un lion assis. Sa façade est de style Louis XIII.
Vicissitudes : le château fut pillé à plusieurs reprises. Au mois de février 1517 Patrice de Goué obtint un monitoire contre les malfaiteurs qui avait saccagé son château. En avril 1615, il fut mis à sac par les soldats du régiment du chevalier de Nedain. Le 18 juillet 1794, le château subit les attaques des gardes nationaux.
Il est inscrit au titre des Monuments historiques le 13 novembre 1973. Un plafond et des décors intérieurs sont classés à cette même date.

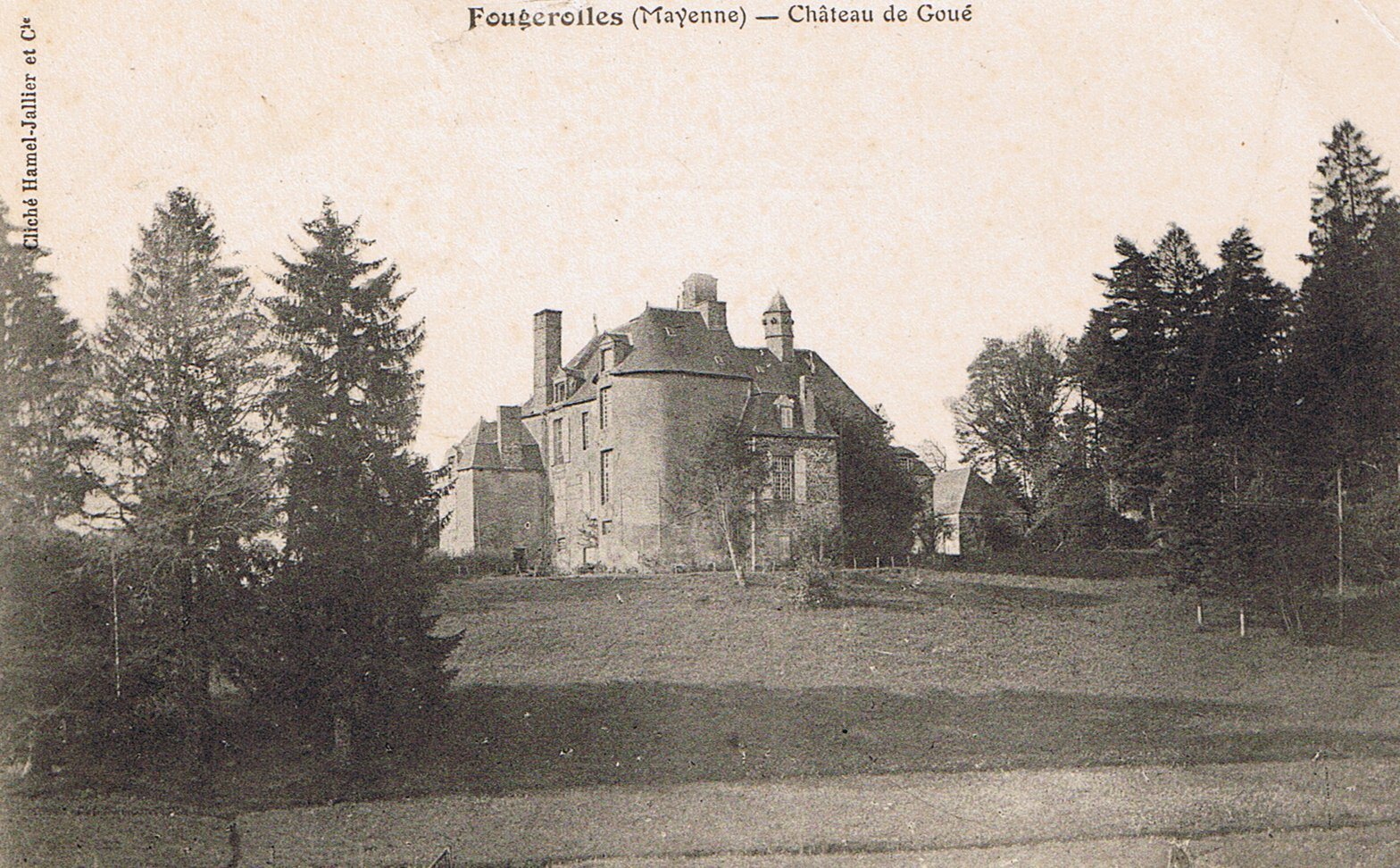
Le château sur une carte postale ancienne.